# Spongano
Spongano (Spungànu in dialetto salentino) è un comune italiano di 3 377 abitanti della provincia di Lecce in Puglia.
È situato nel settore meridionale della penisola salentina.

## Geografia fisica

### Territorio
Il territorio del comune di Spongano, che occupa una superficie di 12,13 km² nell'entroterra del basso Salento, è stretto tra la Serra di Supersano e la costa orientale adriatico-ionica. Risulta compreso tra gli 81 e i 115 metri s.l.m.
Il paesaggio rurale circostante è caratterizzato dalla presenza di oliveti secolari, muretti a secco, pajare, masserie e monumenti megalitici. Il sottosuolo sponganese è molto compatto e impermeabile, costituito com'è da sabbione calcarenitico che impedisce l'assorbimento delle acque. Tuttavia il terreno presenta un cospicuo numero di inghiottitoi, le "vore" in dialetto locale, nelle quali defluiscono le grandi raccolte d'acqua.
Il comune confina a nord con i comuni di Poggiardo e Ortelle, a nord e a ovest con il comune di Surano, a sud con il comune di Andrano, a est con il comune di Diso.
- Classificazione sismica: zona 4 (sismicità molto bassa), Ordinanza PCM n. 3274 del 20/03/2003

### Clima
Dal punto di vista meteorologico Spongano rientra nel territorio del basso Salento che presenta un clima prettamente mediterraneo, con inverni miti ed estati caldo umide. In base alle medie di riferimento, la temperatura media del mese più freddo, gennaio, si attesta attorno ai +9 °C, mentre quella del mese più caldo, agosto, si aggira sui +25,1 °C. Le precipitazioni medie annue, che si aggirano intorno ai 676 mm, presentano un minimo in primavera-estate e un picco in autunno-inverno.
Facendo riferimento alla ventosità, i comuni del basso Salento risentono debolmente delle correnti occidentali grazie alla protezione determinata dalle serre salentine che creano un sistema a scudo. Al contrario le correnti autunnali e invernali da Sud-Est, favoriscono in parte l'incremento delle precipitazioni, in questo periodo, rispetto al resto della penisola.
| Spongano                   | Mesi | Mesi | Mesi | Mesi | Mesi | Mesi | Mesi | Mesi | Mesi | Mesi | Mesi | Mesi | Stagioni | Stagioni | Stagioni | Stagioni | Anno |
| Spongano                   | Gen  | Feb  | Mar  | Apr  | Mag  | Giu  | Lug  | Ago  | Set  | Ott  | Nov  | Dic  | Inv      | Pri      | Est      | Aut      | Anno |
| -------------------------- | ---- | ---- | ---- | ---- | ---- | ---- | ---- | ---- | ---- | ---- | ---- | ---- | -------- | -------- | -------- | -------- | ---- |
| T. max. media (°C)         | 12,4 | 13,0 | 14,8 | 18,1 | 22,6 | 27,0 | 29,8 | 30,0 | 26,4 | 21,7 | 17,4 | 14,1 | 13,2     | 18,5     | 28,9     | 21,8     | 20,6 |
| T. min. media (°C)         | 5,6  | 5,8  | 7,3  | 9,6  | 13,3 | 17,2 | 19,8 | 20,1 | 17,4 | 13,7 | 10,1 | 7,3  | 6,2      | 10,1     | 19,0     | 13,7     | 12,3 |
| Precipitazioni (mm)        | 80   | 60   | 70   | 40   | 29   | 21   | 14   | 21   | 53   | 96   | 109  | 83   | 223      | 139      | 56       | 258      | 676  |
| Umidità relativa media (%) | 79,0 | 78,9 | 78,6 | 77,8 | 75,7 | 71,1 | 68,4 | 70,2 | 75,4 | 79,3 | 80,8 | 80,4 | 79,4     | 77,4     | 69,9     | 78,5     | 76,3 |

- Classificazione climatica di Spongano:[6]
  - Zona climatica: C
  - Gradi giorno: 1240

## Origini del nome
Per alcuni studiosi il nome deriverebbe da spongia, che in latino significa "spugna", con riferimento alle caratteristiche del terreno su cui sorge il paese che, pur essendo composto da un sabbione tufaceo molto impermeabile e compatto presenta in alcuni punti delle profonde voragini capaci di assorbire le acque piovane come una spugna.
Altri studiosi sostengono invece, che il nome derivi da spolium cioè "spoglie", avanzi, riferendosi ai resti delle popolazioni di Vaste oppure di Castro, città messapiche distrutte dai Saraceni nel XII secolo. Tra i tanti studiosi, l'Arditi collega l'etimologia del toponimo al latino spolium «quasi dir volesse spoglia di un altro luogo, sia Castro sia Vaste».

## Storia
La presenza del dolmen "Piedi Grandi" e di tre menhir, di cui il terzo nel 1607 venne trasformato in Osanna, induce a pensare che il territorio di Spongano sia stato frequentato dall'uomo sin dall'età preistorica.
Secondo la tradizione orale il primo nucleo abitativo sarebbe stato fondato dai superstiti della città di Vaste, distrutta da Guglielmo il Malo nel 1147.
Le prime notizie certe si hanno a partire dal 1103 quando Spongano era soggettata a Tancredi d'Altavilla, signore del contado di Castro, successivamente assorbito da Ruggero II, Conte di Sicilia, sotto la quale rimane fino al 1134 quando passa al Regio Fisco. Nel 1270, la Contea di Castro, passò sotto il principato di Taranto. Il feudo di Spongano venne acquistato nel 1398 dagli Orsini Del Balzo, che prima con Raimondello, poi con la moglie Maria d'Enghien e con il figlio Giovanni Antonio Orsini Del Balzo, ne detennero il possesso sino al 1463, quando, con la morte del Principe, il casale passò al Regio Demanio. Successivamente, fu concesso ad Angilberto Del Balzo, genero di Giovanni Antonio. Dopo l'uccisione di questi, in quanto prese parte alla Congiura dei Baroni contro Ferdinando I di Napoli, nel 1516 Spongano tornò a essere Comune demaniale.
Nel 1534 Carlo V concesse la Contea di Castro e i feudi dipendenti, tra cui Spongano, alla famiglia Gattinara. In seguito passò ai Ruiz de Castro e infine ai Lopez di Zunica, che vi governarono sino al 1777. Infine la storia di Spongano si intreccia con quella dei Baroni Bacile di Castiglione, ultimi feudatari che detennero il feudo sino al 1806, anno di eversione della feudalità.
Nel decreto del Regno di Napoli del  4 maggio 1811, si evince che il territorio di Spongano, comprendeva anche le frazioni di Surano e di Ortelle.
In seguito seguì le sorti dell'Italia meridionale fino all'annessione al Regno d'Italia.

### Simboli
L'arma cittadina, concessa con DPR del 21 marzo 1997, raffigura tre stelle e un fusto di canna posto in palo cimato da una sola spugna, il tutto d'oro su fondo rosso.
Le stelle esprimono la fonte di luce di Spongano, prosperità, abbondanza, benessere.
Il vecchio stemma, al di sotto delle tre stelle, riportava l'immagine di due spugne, con in mezzo il fusto di una canna ritta. L'immagine della "canna" richiamava la paludosità del terreno per il ristagno delle acque a causa della sua impermeabilità, dove questa pianta erbacea trova il suo habitat ideale, mentre le "due spugne" (in assonanza con il nome del comune) alludevano all'assorbimento della gran parte delle acque piovane da parte degli inghiottitoi presenti sul terreno. Poiché tale immagine procurava un certo imbarazzo in chi la osservava, in quanto richiamava un simbolo fallico, gli amministratori furono costretti dalle circostanze a modificarla.

Profilo araldico dello stemma: 
(D.P.R. 21 marzo 1997)
Profilo araldico del gonfalone:
Stemma e gonfalone differenti erano stati concessi con D.P.R. del 9 gennaio 1959:
Da notare che in realtà sul bozzetto ufficiale del 1959 le tre stelle non si presentano esattamente come male ordinate.

## Monumenti e luoghi d'interesse

### Architetture religiose

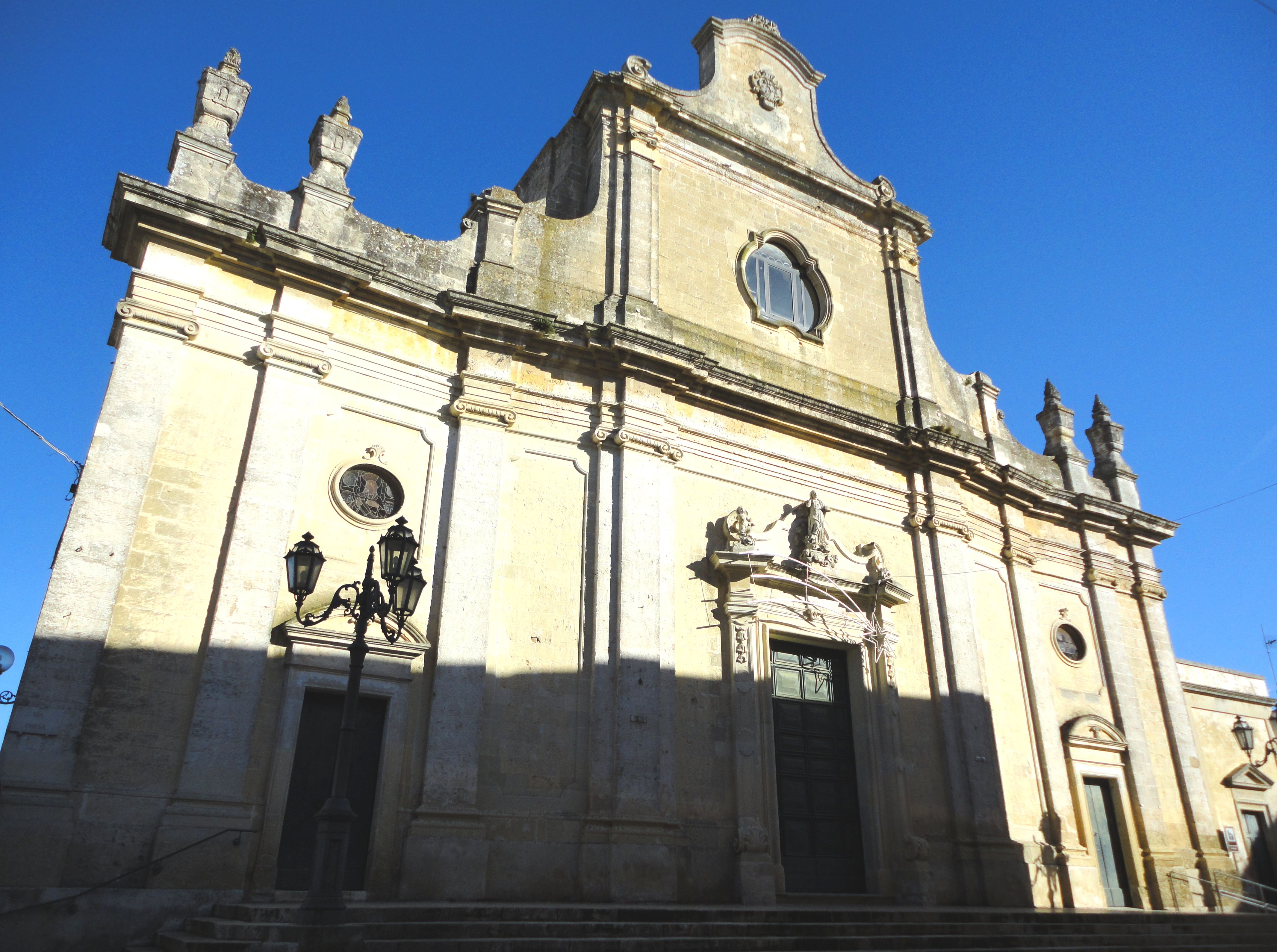
Chiesa di San Giorgio

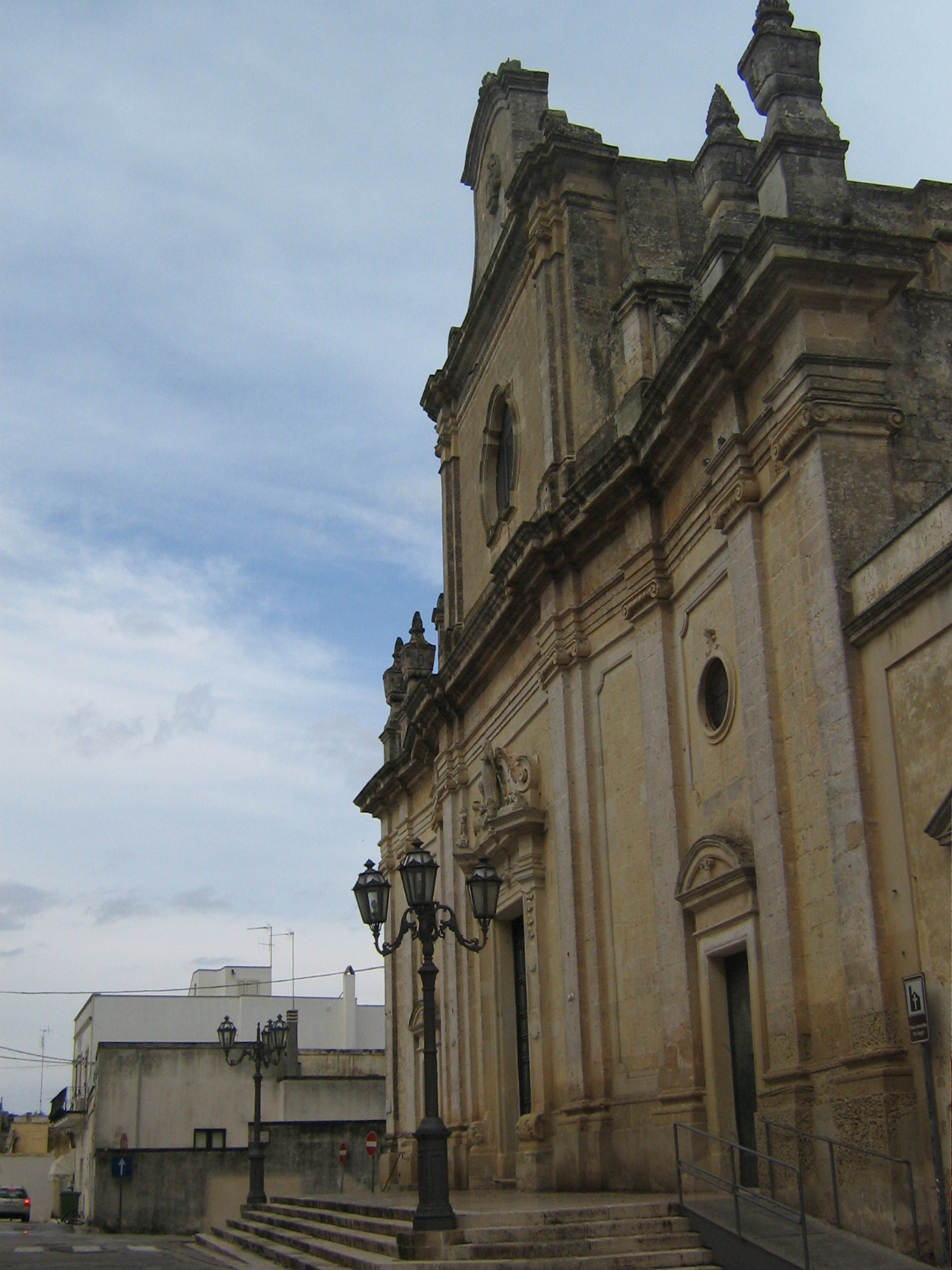
Veduta laterale della chiesa madre

#### Chiesa di San Giorgio
La chiesa madre di San Giorgio fu edificata nel 1771 sul posto di un edificio precedente. Originariamente comprendeva solo la navata centrale mentre le due navate laterali furono aggiunte verso la metà dell'Ottocento (la navata di destra fu costruita con il contributo dalla popolazione sponganese mentre quella di sinistra dal Barone Bacile di Castiglione).
Presenta una sobria facciata in pietra leccese divisa in due ordini da un'aggettante trabeazione e terminante con un timpano mistilineo sul quale campeggia lo stemma di Spongano. La facciata è scandita, nel primo ordine, da alte lesene ioniche intervallate dal portale principale, sormontato dalla statua in pietra dell'Immacolata, e dai due portali secondari in corrispondenza dei quali si aprono due piccole finestre ovali.
L'interno, a tre navate, conserva nella navata destra gli altari della Sacra Famiglia, di Santa Vittoria e il battistero in marmo pregiato; nella navata sinistra gli altari della Madonna del Rosario, di Sant'Antonio da Padova, della Madonna del Buon Consiglio e del Sacramento. La zona absidale, di forma poligonale, è interamente adorna di stucchi ed è occupata dall'altare maggiore delimitato da una balaustra in ferro.
L'abside è inoltre arredata da due acquasantiere, dalle statue dei Santi Medici, dalla Madonna di Fátima e di San Rocco, da un pulpito in legno e da un Coro in noce intarsiato del 1975.
L'edificio conserva anche le statue di San Giorgio e di Santa Vittoria, rispettivamente titolare e patrona della parrocchia.

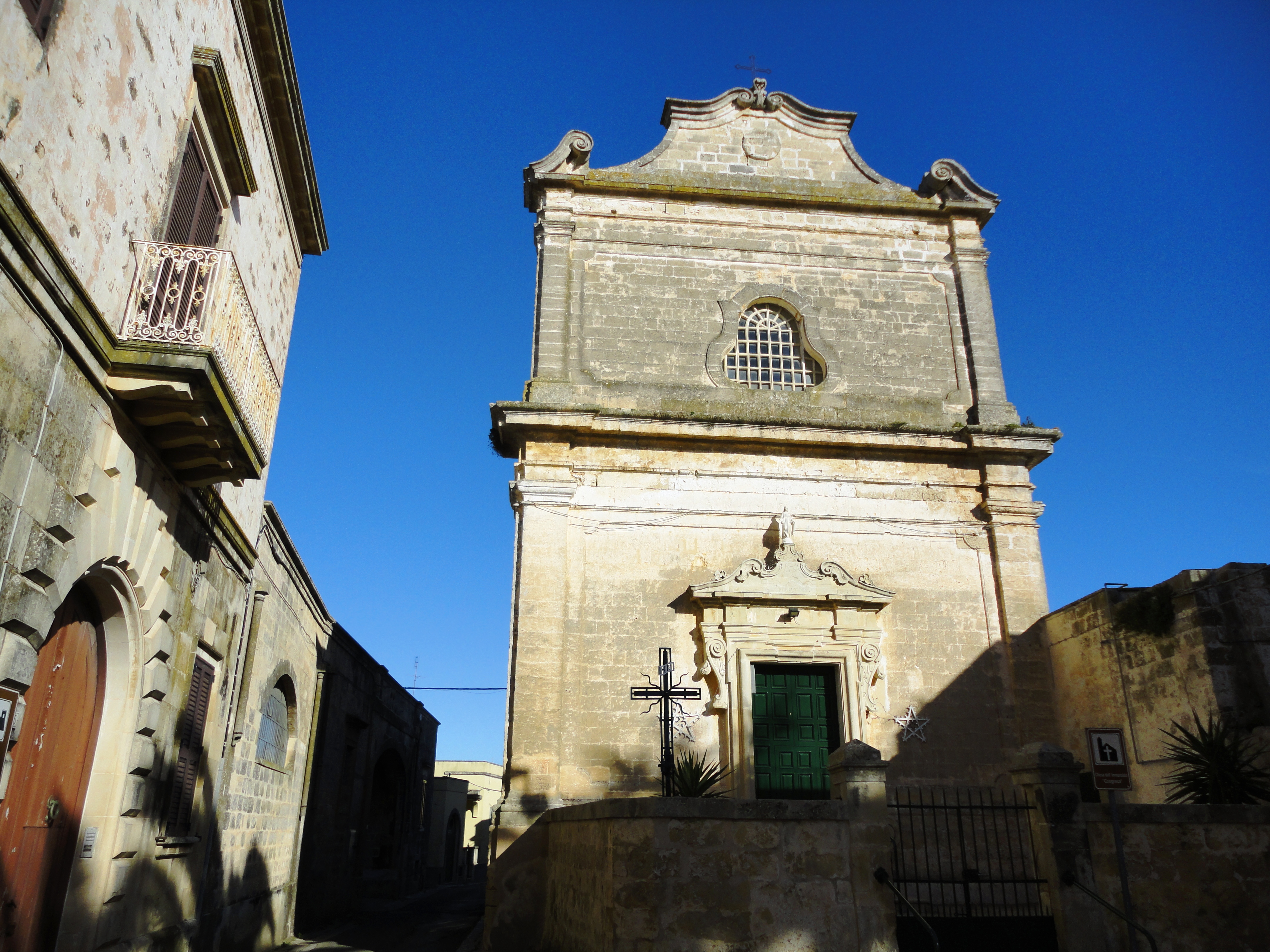
Cappella dell'Immacolata

#### Cappella dell'Immacolata
La cappella dell'Immacolata risale al XVII secolo e fu ultimata nel 1636. Subì radicali interventi di restauro nel corso del Settecento con i quali furono eliminati gli antichi altari laterali e fu rifatto l'altare maggiore. È comunemente conosciuta come Congrega in quanto ospita dal 1778 la Confraternita dell'Immacolata Concezione.
Presenta una semplice facciata in pietra leccese divisa in due ordini e conclusa con un timpano simile a quello della chiesa madre. Il portale d'ingresso riporta sull'architrave la data 1784 incisa in numeri romani.
L'interno è a navata unica impreziosito dall'altare maggiore su cui troneggia la statua della Titolare. Sulla parete retrostante è posizionata una grande tela del 1653 raffigurante la Madonna Assunta e restaurata nel 1832. Sulle pareti laterali sono posizionate sei tele riguardanti il ciclo della vita della Madonna: l'Annunciazione, la Presentazione della Beata Vergine Maria, la Natività di Maria, la Visita a Santa Elisabetta, la Purificazione della Beata Vergine Maria e l'Assunzione di Maria.

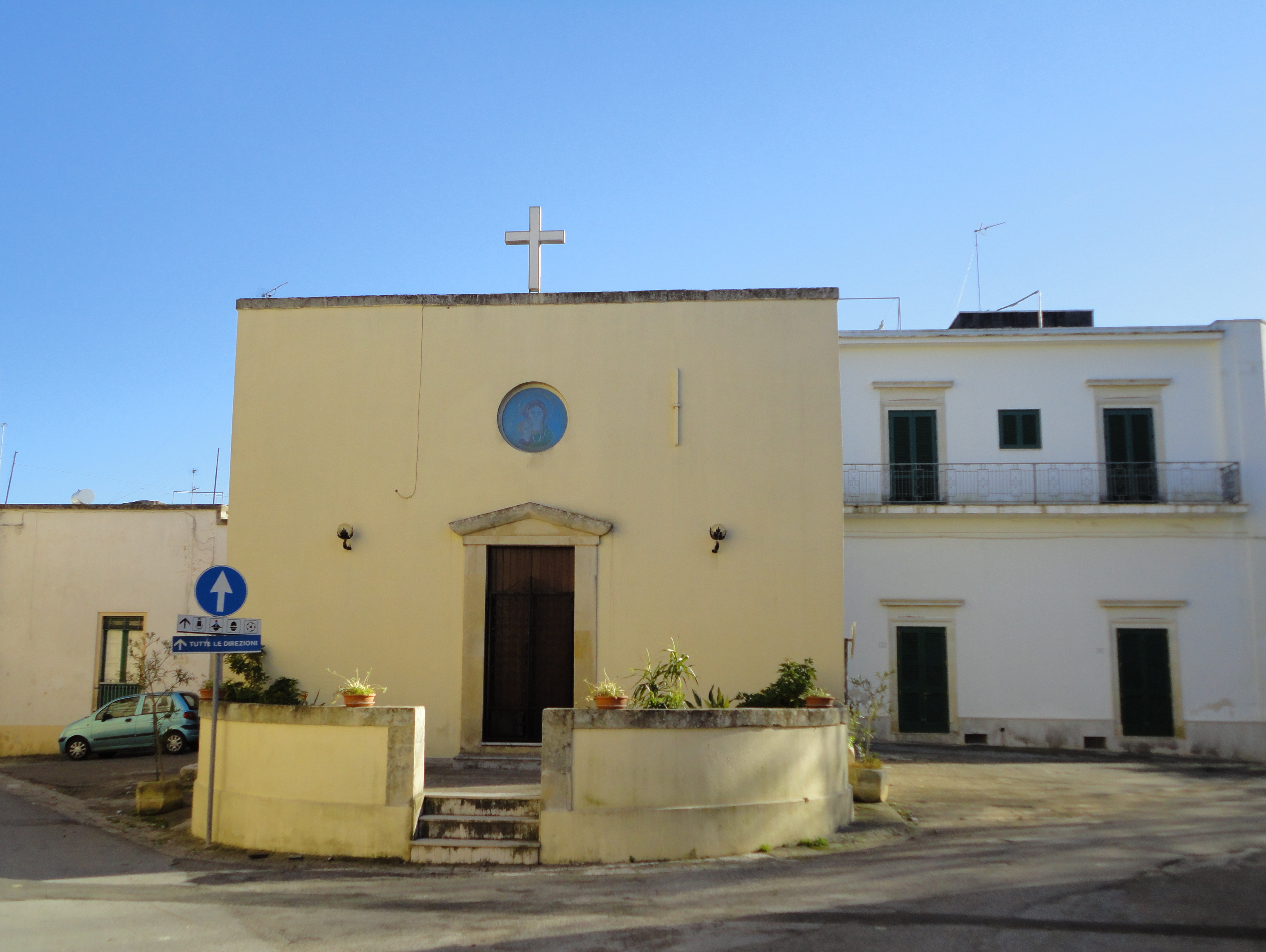
Cappella Madonna del Rosario

#### Cappella della Madonna del Rosario
La cappella della Madonna del Rosario fu edificata nel 1628 e originariamente era dedicata a San Teodoro. Subì radicali interventi di restauro nel corso dei secoli e alla fine dell'Ottocento venne interdetta al culto e venduta alla locale famiglia Stasi che la trasformò in deposito agricolo.
L'edificio, ad aula unica di piccole dimensioni, venne riconsacrato nel 1929 dopo essere stato acquistato da Salvatore Corvaglia, il quale vi collocò una statua della Madonna del Rosario.

#### Cappella del Carmine
La cappella del Carmine è una cappella gentilizia risalente al XVII secolo e parte integrante del settecentesco Palazzo Rini, anticamente Ruggeri.
Presenta una semplice facciata sul cui portale è incisa un'iscrizione latina recante l'intolazione dell'edificio, la data 1690 in numeri romani e il nome del fondatore Tommaso Ruggeri.
L'interno è ad aula rettangolare voltata a botte con altare maggiore in pietra leccese decorata sul quale campeggia un dipinto della Madonna del Carmine.

#### Cappella di Sant'Antonio
La cappella di Sant'Antonio, originariamente intitolata alla Madonna dei Sette Dolori, rappresenta la cappella gentilizia dei Baroni Bacile che la edificarono nel 1747 e nella quale seppellivano i propri defunti.
L'interno custodisce un piccolo altare maggiore sormontato dalla tela della Deposizione di Gesù; inoltre è presente una statua lignea di Sant'Antonio di fine Settecento.
La cappella è di proprietà privata.

#### Altre architetture religiose
- Calvario, seconda metà del XIX secolo.

### Architetture civili

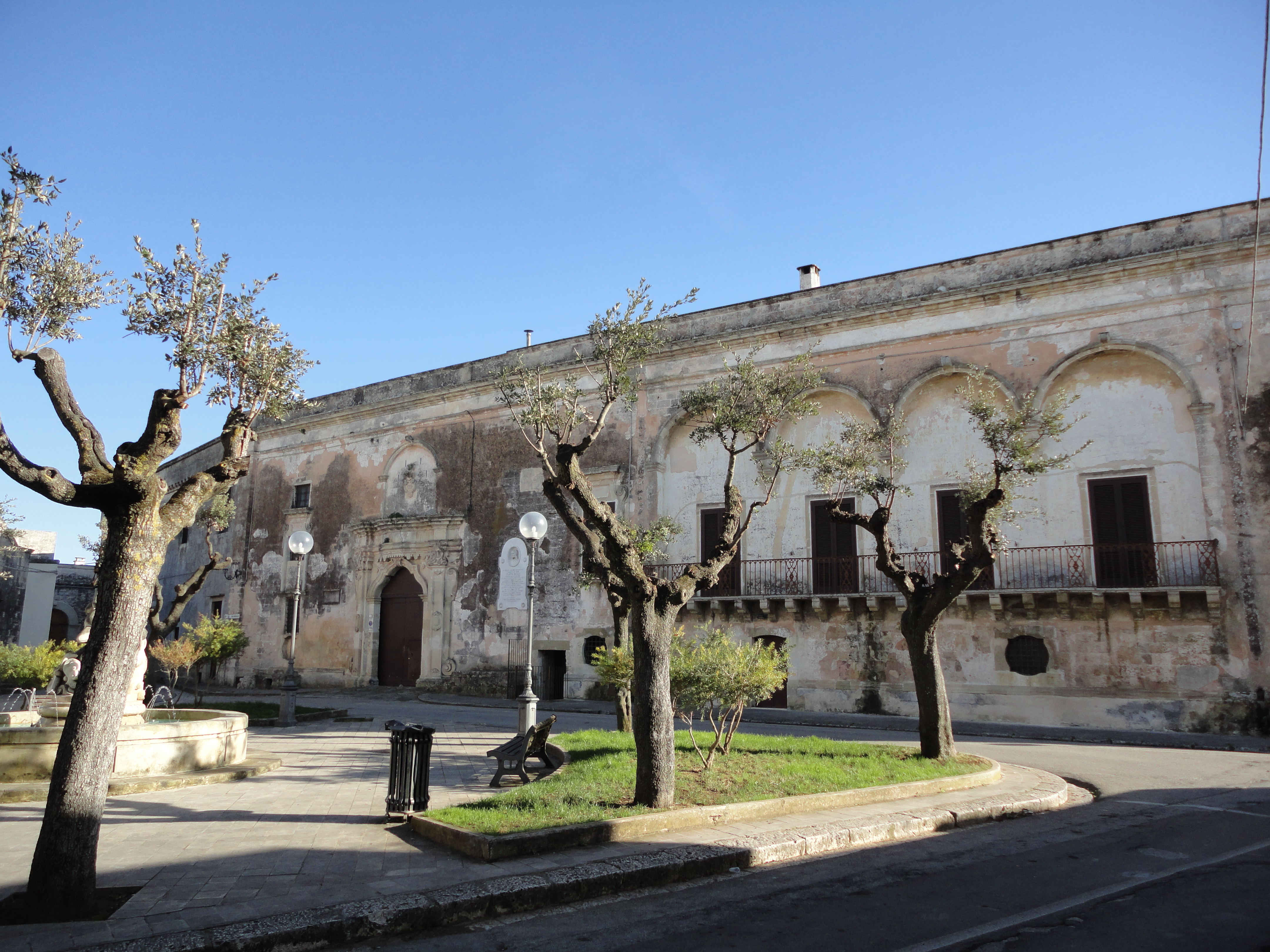
Palazzo Bacile di Castiglione

#### Palazzo Bacile di Castiglione
Il Palazzo Bacile di Castiglione fu edificato nel XVI secolo. In origine era un castello, successivamente riconvertito in dimora signorile incorporando l'antica rocca medievale. Nella seconda metà dell'Ottocento il barone Architetto e Studioso Filippo Bacile di Castiglione fece aggiungere un secondo piano in quanto necessitava di espanderne gli spazi per alloggiarvi i suoi quattordici figli (Filippo ha anche costruito la locale linea ferroviaria che ancora oggi collega Spongano con Lecce). Aggiunto sui fianchi dell'edificio locali adibiti ai servizi con un coronamento sommitale a beccatelli neogotici.
Il prospetto è caratterizzato da un fastoso portale settecentesco di gusto tardo barocco decorato da un motivo a frangia e da un lungo balcone scandito da quattro arconi ciechi impostati su mensoloni. Dalla scala posta nell'androne d'ingresso si accede alle stanze nobili ottocentesche del primo piano voltate a crociera e a padiglione. Le stanze conservano ancora l'arredamento originale e l'antica biblioteca del barone Filippo.
Il palazzo è dotato di un frantoio ipogeo che occupa parte degli scantinati.

#### Altri palazzi
- Palazzo Scarciglia - XVII secolo
- Palazzo dei Monicini (già Scarciglia) - XVII secolo
- Palazzo Polimeno - XVIII secolo
- Palazzo Rini (già Ruggeri) - seconda metà XVIII secolo

#### Torre dell'Orologio
La torre dell'Orologio fu costruita nel 1768 con funzione di Sedile, ovvero luogo di assemblea per pubblici parlamenti e banco di giustizia. Nell'Ottocento diventa Palazzo Podestarile e vengono aggiunti due nuovi ambienti.
L'edificio, dotato di orologio pubblico e di campanile a vela, è caratterizzato da uno stile tardo barocco con nicchia ospitante la statua della Madonna Immacolata.
Sulla facciata è presente lo stemma civico del paese.

#### Cimitero Comunale
Fondato fuori dal borgo lungo la via per Ortelle, di impianto ottocentesco, fu ampliato nel corso del Novecento. L'edificio all'esterno presenta una sobria architettura in stile neoromanico, il cui prospetto appare suddiviso in due ordini: al piano terra risulta scandito in tre porzioni volumetriche nel cui scomparto centrale vi è l'accesso. A livello superiore, sulla trabeazione sommitale, si imposta al centro l'attico, di proporzioni eccezionali, coronato da una cornice aggettante e da un piccolo parapetto su cui si impostano i tre acroteri a palmette. Quello centrale si mostra molto più accentuato rispetto agli acroteri angolari. Al centro, al piano terra, il portale di accesso arcuato, sulla cui centina si imposta la trabeazione con frontone sommitale a timpano triangolare. Dal portale si accede ad un andito coperto a volta aperto sul parco cimiteriale. A destra e a sinistra gli ambienti del famedio e del custode. All'interno sono state costruite tra la fine dell'Ottocento e gli inizi del Novecento alcune cappelle gentilizie la cui architettura rispecchia diversi stili di matrice eclettica. A destra e a sinistra subito dopo l'androne due cappelle si presentano in stile neo-romano umbertino o rinascimentale; in fondo, una in particolare, risulta in stile neoromanico pugliese. Più avanti, altre ancora, risultano realizzate tra gli anni Sessanta del Novecento e gli anni Duemila e rispecchiano i diversi momenti dell'architettura degli ultimi cinquanta anni: alcune realizzate in periodo neo-razionalista; altre tra la fine degli anni Ottanta e gli inizi degli anni Duemila risultano rispecchiare in parte l'architettura post-moderna in chiave classicheggiante, corredate da sculture o colonne classiche; una in particolare sembra riconnettersi ad un'architettura concettuale e neo-realista che rimanda a visioni ruinistiche.

### Siti archeologici

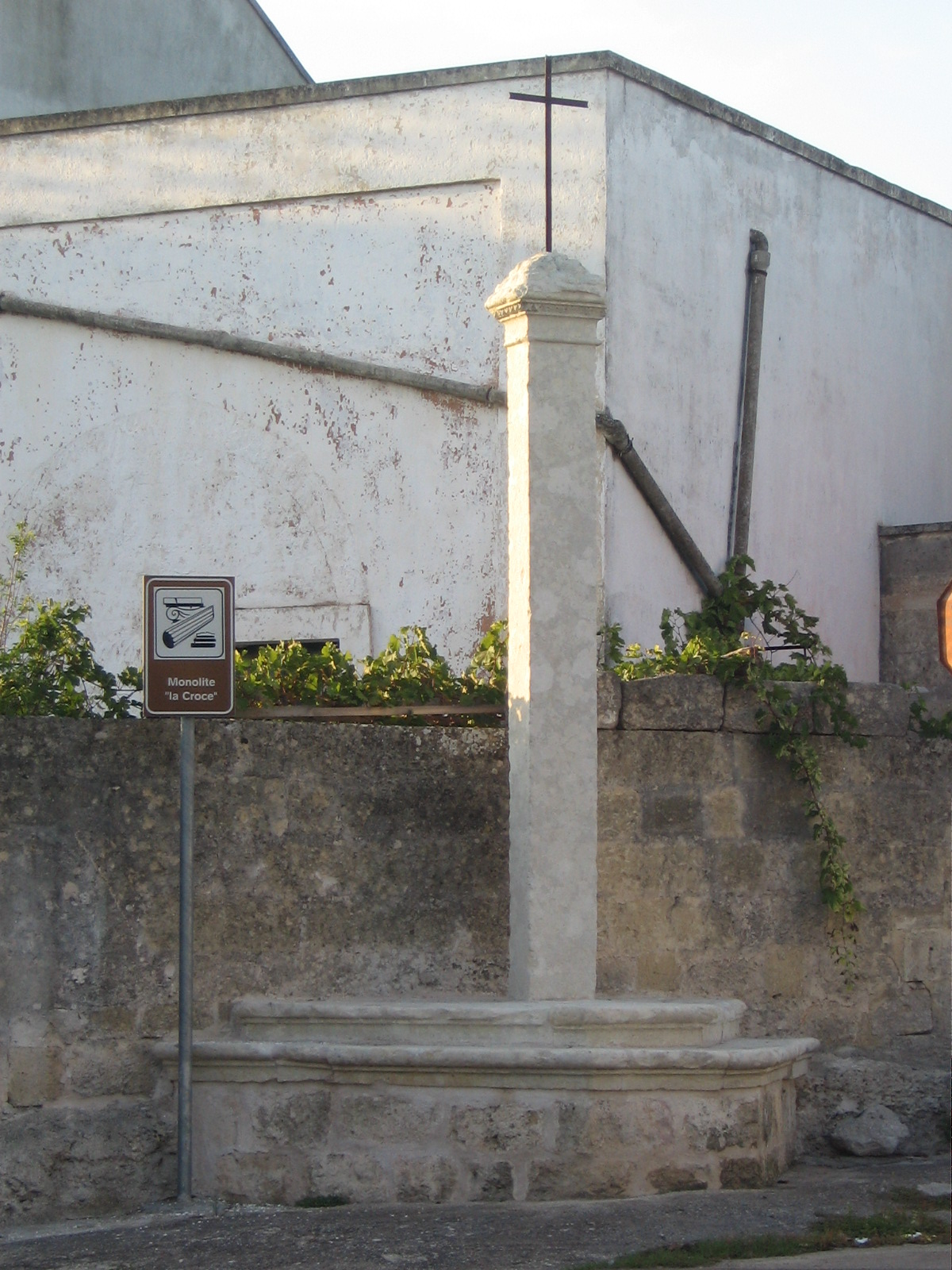
Osanna

#### Dolmen Piedi Grandi
Il dolmen "Piedi Grandi" fu individuato nel 1930 da Paolo Graziosi e da Pasquale De Lorentiis. Il megalite è alto 0,70 m e presenta un ingresso a E. La lastra di copertura è rettangolare (110 x 120 cm) e posa su due ortostati monolitici e su un rialzo di roccia a W. Due fori non passanti si riscontrano sull'ortostato a S.

#### Menhir Osanna
Il menhir Osanna è un antico monolite trasformato in colonna votiva nel 1607, come testimonia la data incisa sul capitello. Anticamente posizionato nei pressi di Piazza Vittoria, fu più volte spostato nel corso dei secoli fino all'attuale posizione. Il monumento, in seguito alla sua cristianizzazione, venne dotato di capitello sormontato da una croce in pietra, ora sostituita con una in ferro. La pietrafitta misura cm 291 di altezza.

#### Sterne Nove
Le Sterne Nove, espressione dialettale di Cisterne Nuove, sono serbatoi di acqua piovana realizzati nella seconda metà del XIX secolo per far fronte alla scarsità delle risorse idriche. Le cisterne venivano riempite convogliando le acque piovane provenienti dal terrazzo della Chiesa Madre.

## Società

### Evoluzione demografica
Abitanti censiti

### Etnie e minoranze straniere
Al 31 dicembre 2017 a Spongano risultano residenti 177 cittadini stranieri. Le nazionalità principali sono:

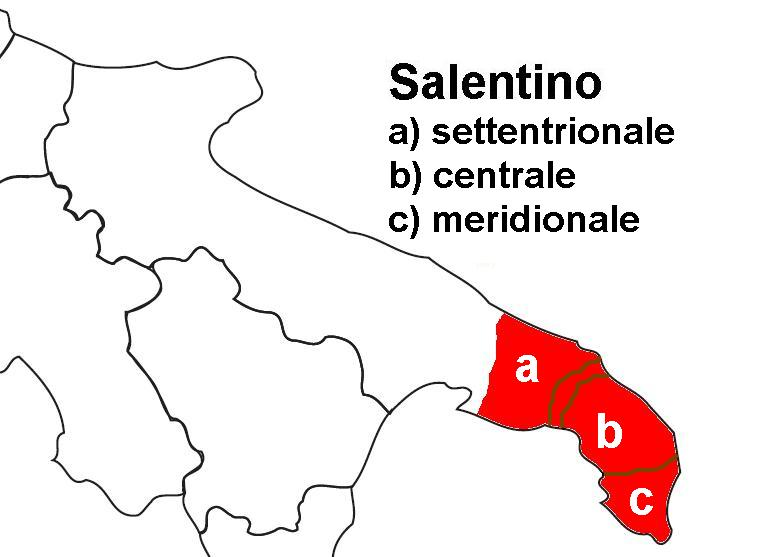
Diffusione del dialetto salentino

- Marocco - 102
- Romania - 53

### Lingue e dialetti
Il dialetto parlato a Spongano è il dialetto salentino nella sua variante meridionale. Il dialetto salentino, appartenente alla famiglia delle lingue romanze e classificato nel gruppo meridionale estremo, si presenta carico di influenze riconducibili alle dominazioni e ai popoli stabilitisi in questi territori nei secoli: messapi, greci, romani, bizantini, longobardi, normanni, albanesi, francesi, spagnoli.
La valorizzazione del dialetto locale e della cultura a esso legata è perseguita dai Gruppi etno-musicali "Menamenamò" "Cantori dei Menamenamò" e specialmente dal gruppo "Ballati Tutti Quanti", ensemble dal respiro internazionale dal grande successo mediatico.

## Cultura

### Istruzione

#### Scuole
Nel comune di Spongano hanno sede una scuola dell'infanzia, una scuola primaria e una scuola secondaria di I grado appartenenti al locale Istituto Comprensivo Statale. È presente anche una scuola dell'infanzia paritaria.

### Eventi

#### Festa Patronale di Santa Vittoria
Protettrice cittadina è Santa Vittoria, festeggiata l'8 agosto e il 23 dicembre. Il protettorato fu introdotto nella seconda metà del XVII secolo con l'arrivo a Spongano della famiglia del barone Bacile, proveniente dalle Marche, dove la devozione per la Santa era molto sentita. Bellissima fanciulla romana, di nobili origini, visse nel III secolo donando la sua verginità al Signore e i suoi averi ai poveri, dopo la sua conversione religiosa. Secondo la leggenda, la Santa dovette, in vita, affrontare molte insidie fra cui quelle di draghi, di bestie feroci e altre, rimanendone indenne sì da convertire il proprio fidanzato, nobile pagano. Fu decapitata insieme al fratello Acisclo a Cordova, città spagnola di cui sono patroni, vittime delle persecuzioni di Diocleziano.
È convinzione dei fedeli sponganesi che la Santa preservi il paese dalla grandine, ricordando quanto avvenne verso la fine dell'Ottocento quando, per sua intercessione, una violenta grandinata distrusse i raccolti delle campagne limitrofe, lasciando indenne quella di Spongano.
La Sacra Congregazione dei Riti, sotto il Papa Urbano VIII, il 21 febbraio 1767 aveva già concesso di festeggiare la Santa nella seconda domenica di agosto.
Attualmente i solenni festeggiamenti in onore della Santa si svolgono dal 7 al 9 agosto e prevedono l'esibizione di concerti bandistici e musicali, l'addobbo delle piazze e strade della cittadina con le caratteristiche luminarie e spettacoli di fuochi pirotecnici. Il culmine dei festeggiamenti si raggiunge l'8 agosto.
Negli anni successivi venne anche avanzata la richiesta di poter festeggiare la Santa anche il 23 dicembre data indicata dal martirologio cristiano, e il 3 agosto 1785 il Vescovo di Castro Agostino Gorgoni acconsentì a tale richiesta.

#### Le Panare
Alla vigilia del martirologio cristiano di Santa Vittoria, il 22 dicembre, si svolge una festa detta delle "Panare" (ceste di canna e virgulti di ulivo riempite di sansa e addobbate con palme, edera e altri abbellimenti combustibili) che nasce come festa dei frantoi e non ha un riferimento con la patrona anche se sulla gran parte delle panare viene posto un ritratto della stessa.
Il tradizionale corteo delle "Panare" comincia nel primo pomeriggio e, al termine dello stesso, tali ceste vengono lasciate bruciare lentamente tutta la notte in un'area comune. La festa continua con musiche popolari e distribuzione di cibo tradizionale.
Tradizione vuole che il bruciare questi cesti simboleggi il rogo del sacrificio di Santa Vittoria.
Questo secondo le credenze popolari del luogo, in quanto la Santa morì per mano di Taliarco, un commissario che cercò di convincerla ad adorare la Dea Dea Diana. Al rifiuto della Santa la trafisse con una spada il 18 dicembre del 253, e seppellita dai cittadini di Trebula Mutuesca (oggi Monteleone Sabino) il 23 dicembre dello stesso anno.

#### Festa della Madonna di Lourdes
La festa in onore della Madonna di Lourdes si tiene ogni anno l'ultimo sabato di maggio. I festeggiamenti, che si aprono con la tradizionale processione per le vie del paese, prevedono l'addobbo delle piazze e delle strade con le caratteristiche luminarie, l'esibizione di concerti bandistici, concerti dal vivo e uno spettacolo pirotecnico.

#### Sagra della Cunserva Mara
La Sagra della "Cunserva Mara" è una manifestazione culinaria organizzata dal gruppo Menamenamò che si tiene il 14 agosto di ogni anno. Si tratta di una salsa, da spalmare sul pane o aggiungere alla pasta, prodotta con pomodori, peperoni piccanti, basilico, cipolla e sale, che, schiacciati e impastati in grandi piatti di terracotta, vengono essiccati al sole sui terrazzi delle abitazioni.

#### Festival Rock: "Rock Pride Fest" e "Spongstock"
La cittadina ospita da alcuni anni due festival dedicati ai gruppi rock/metal attivi nell'underground salentino, con ospiti di fama nazionale. Tra le band che si sono esibite nelle passate edizioni anche Witche's Brew, Essenza, Graal, L'impero delle Ombre, Sawthis.

## Economia
L'economia del centro si basa prevalentemente sulla produzione di olio, vino e ortaggi. Sviluppato è anche il settore terziario e da alcuni anni è sorta una zona industriale in cui operano aziende in diversi settori.

## Infrastrutture e trasporti

### Strade
I collegamenti stradali principali sono rappresentati da:
- Strada statale 16 Adriatica Lecce-Maglie
- Strada statale 275 di Santa Maria di Leuca Maglie-Leuca

oppure
- Strada Provinciale 363 Maglie-Santa Cesarea Terme-Castro uscita per Ortelle

Il centro è anche raggiungibile dalle strade provinciali interne: SP82 Surano-Spongano-Diso, SP163 Spongano-Ortelle, SP164 Spongano-intersezione SS 275, SP165 Spongano-Castiglione d'Otranto, SP251 Spongano-Andrano, SP254 Spongano-Poggiardo.

### Ferrovie
La cittadina è servita dall'omonima stazione ferroviaria posta sulla linea ferroviaria Zollino-Gagliano del Capo delle Ferrovie del Sud Est.

## Amministrazione
Di seguito è presentata una tabella relativa alle amministrazioni che si sono succedute in questo comune.
| Periodo          | Periodo          | Primo cittadino      | Partito                                          | Carica                  | Note   |
| ---------------- | ---------------- | -------------------- | ------------------------------------------------ | ----------------------- | ------ |
| 29 giugno 1985   | 7 giugno 1990    | Raffaele Rizzo       | Democrazia Cristiana                             | Sindaco                 | [ 18 ] |
| 7 giugno 1990    | 18 agosto 1994   | Francesco Andrioli   | lista civica (centro-sinistra)                   | Sindaco                 | [ 18 ] |
| 18 agosto 1994   | 21 novembre 1994 | Daniela Lupo         |                                                  | Commissario prefettizio | [ 18 ] |
| 29 novembre 1994 | 30 novembre 1998 | Salvatore Scarciglia | lista civica (centro-destra)                     | Sindaco                 | [ 18 ] |
| 30 novembre 1998 | 27 maggio 2003   | Salvatore Scarciglia | lista civica (centro-destra)                     | Sindaco                 | [ 18 ] |
| 27 maggio 2003   | 15 aprile 2008   | Luigi Zacheo         | lista civica (centro-destra)                     | Sindaco                 | [ 18 ] |
| 15 aprile 2008   | 27 maggio 2013   | Luigi Zacheo         | lista civica (centro-destra)                     | Sindaco                 | [ 18 ] |
| 27 maggio 2013   | 11 giugno 2018   | Antonio Candido      | lista civica Impegno e coerenza (centro-destra)  | Sindaco                 | [ 18 ] |
| 11 giugno 2018   | in carica        | Luigi Rizzello       | lista civica Progetto Spongano (centro-sinistra) | Sindaco                 | [ 18 ] |